# فردا (رمان)
فردا (انگلیسی: Tomorrow) کتابی است از گراهام سویفت، نویسنده انگلیسی برندهٔ جایزهٔ من‌بوکر که در سال ۲۰۰۷ منتشر گردید. موضوع داستان حول محور افشای دور از انتظار یک راز خانوادگی است. کتاب بر پایه شیوهٔ جریان سیال ذهن نگاشته و روایت می‌گردد.